# Ronson
Ronson és una marca registrada de Ronson Corporation o Ronson Consumer Products Corporation dels Estats Units d' Amèrica, amb la seva base anteriorment a Somerset, Nova Jersey.
Actualment Zippo Manufacturing Company és propietària de les marques relacionades als Estats Units, Canadà i Mèxic, i segueix produint encenedors Ronson i combustible Ronsonol.
Ronson International Limited, ubicada a Northampton, Anglaterra, és propietària de la marca Ronson als altres països de la resta del món.

## Models notables

### Whirlwind
Va aparèixer, el 1941, aquesta variant era lleugerament més gran que la variant "Estàndard" d'aquella època i tenia una protecció a prova de vent que es podia lliscar al voltant de la metxa de l'encenedor per oferir una protecció addicional en ambients ventosos. Aquest model estava disponible durant la Segona Guerra Mundial, al costat del model estàndard, pintat de negre.

### Varaflame
Es va iniciar a finals de la dècada de 1950 i es va acabar de desenvolupar a principis dels 60 . Hi va haver canvis en el model diverses vegades llançant al mercat els: "Varaflame·Crown", "Varaflame·Queen", "Varaflame·Adonis", "Premier Varaflame ", etc. Entre ells, "Varaflame·Adonis" va esdevenir un model molt popular. Alçada 40 mm × amplada 65 mm × gruix 14 mm, pes 69g.

### Cadet
És un encenedor quadrat de color platejat i parts daurades que va ser llançat al públic el 1959. Aquest encenedor es va fer en tres variants que no van incloure el Cadet Mini, i es van fabricar exclusivament a Anglaterra. Una d'aquestes tres versions del Cadet fins i tot tenia una protecció a prova de vent. El Cadet Mini també va ser llançat el 1959, també fabricat exclusivament a Anglaterra. Aquesta variant més curta del Cadet també va aparèixer en quatre models diferents.